# 叶子铭
叶子铭（1935年—2005年），笔名南草，男，福建泉州人，中国现代文学研究家，曾任南京大学中文系教授、博士生导师。